# Самый, самый, самый, самый
«Самый, самый, самый, самый» — советский рисованный мультипликационный фильм, режиссёрский дебют Василия Ливанова.

## Сюжет
Эту легенду рассказал древний дух Мбла, который спрятался на дне высохшего колодца в самой середине Африки. На берегах озера Чад издавна поселилось много разных птиц и зверей. Однажды они решили избрать себе царя и выбрали Льва. Они назвали его самым смелым, самым сильным, самым мудрым и самым красивым. Потом у Льва и Львицы родился сын — маленький Львёнок. Когда Львёнок уже мог сам гулять, он встретил гиену, которая сказала Львёнку, что он — Лев, значит — царь зверей, а значит — самый смелый, самый сильный, самый мудрый, самый красивый.
Львёнок подрос, стал уходить дальше от дома и наткнулся на колодец с Древним духом. Львёнок похвастался, что он — самый смелый, самый сильный, самый мудрый, самый красивый! Мбла рассмеялся и сказал: «Ты самый глупый!». Затем Львёнка укусил муравей, который никого не боялся, потому что защищал свой муравейник. Львёнок сказал: «Ты и вправду смелее меня, но зато я — самый сильный!». Муравей рассмеялся, назвал Львёнка самым глупым и посоветовал ему разыскать Лысого Слона.
И пошёл Львёнок искать Лысого Слона. А когда он увидел, как огромный слон легко выдирает дерево с корнем, то понял, кто самый сильный! Орёл произнёс: «Слушай и запомни! Не говори что смел — встретишь более смелого! Не говори что силён — встретишь более сильного! Не говори что мудр — встретишь более мудрого!». «Я понял, — ответил Львёнок, — Но кто же самый красивый?». Орёл улетел, не дослушав.
Прошло время, молодой Лев созвал рыком зверей и птиц, и объявил, что разорвёт на части того, кто назовёт его самым смелым, самым сильным, самым мудрым и самым красивым. Ко Льву приблизилась молодая Львица и промолвила: «Я полюбила тебя с первого взгляда. Ты можешь разорвать меня на части, но я всё-таки скажу! Ты — самый красивый!». Лев улыбнулся ей застенчивой улыбкой, потому что он понял, что тот, кого любят, всегда самый, самый, самый, самый…
Мультфильм заканчивается цитатой Мблы: «А теперь уходите! Это мой колодец.».

## Создатели
| автор сценария и режиссер  | Василий Ливанов |
| художник-постановщик       | Макс Жеребчевский |
| оператор                   | Михаил Друян |
| композитор                 | Геннадий Гладков |
| звукооператор              | Георгий Мартынюк |
| художники-мультипликаторы: | Виктор Шевков, Леонид Носырев, Яна Вольская, Светлана Жутовская, Олег Сафронов, Юрий Кузюрин, Антонина Алёшина, Ольга Орлова, Елена Вершинина, Рената Миренкова, Владимир Пекарь, Анатолий Солин, Сергей Дёжкин |
| художники:                 | Ирина Светлица, В. Нефёдова, Лера Рыбчевская |
| роли озвучивали:           | Владимир Корецкий — Древний дух Мбла, он же рассказчик, Рина Зелёная — маленький Львёнок, Валентина Сперантова — юный Львёнок, Иван Тарханов — взрослый Львёнок, Елена Понсова — Гиена, Клара Румянова — Крокодильчик / Муравей, Владимир Балашов — Орёл, Валентина Туманова — Горлица / Голубчик, Любовь Земляникина — Львица, Александр Баранов — Лев-отец, Василий Ливанов — Крокодилица |
| поют вокальные партии      | Нина Поставничева, Михаил Рыба |
| ассистенты                 | Елена Шилова |
| ассистенты                 | Борис Садовников |
| ассистенты                 | Н. Наяшкова |
| монтажёр                   | Лидия Кякшт |
| редактор                   | Аркадий Снесарев |
| директор картины           | Анна Зорина |

- Создатели приведены по титрам мультфильма.